# Mihai Cernea
Mihai „Mișu” Cernea (n. 13 februarie 1950, România) este un compozitor, cântăreț, baterist de muzică rock și om de afaceri român. Mihai Cernea este tatăl bateristului, muzicianului și actorului de televiziune Bubu Cernea.

## Viață muzicală
A debutat în 1963 sau 1964; primele formații în care a activat au fost Andantino și Grup 22. În 1969, bateristul grupului Mondial, Florin Dumitru, a plecat pentru a înregistra alături de Phoenix; cu această ocazie, a fost propus în locul său Mihai Cernea, pe atunci elev în ultimul an de liceu. În 1973, Cernea intră în formația Sfinx, al cărui membru permanent va fi până la desființarea acesteia, la începutul anilor 1990. Sfinx este divizată între cei doi membri cu cea mai îndelungată experiență, Cernea și Corneliu „Bibi” Ionescu. Proiectul lui Ionescu nu rezistă decât pentru o scurtă perioadă, în vreme ce noua formație a lui Cernea, Sfinx Experience, activează până în ziua de astăzi, reunind foști membri Sfinx din anii 1980 (Zoia Alecu, Crina Mardare) și muzicieni mai tineri. Sub titulatura Sfinx Experience CDA funcționează și o companie de echipamente de scenă, de asemenea condusă de Cernea. 
Într-un interviu acordat de Dan Andrei Aldea, publicat pe data de 21 ianuarie 2002, la întrebarea reporterului dacă au existat înainte de 1989 infiltrări ale trupelor rock cu ”tovărășei cu ochi albaștri”, acesta răspunde: ”Desigur. Pe unul dintre ei am avut onoarea să-l suport ani de-a rîndul, în grupul Sfinx. [...] Pe omul meu îl chema Cernea. Ce rol avea, nu știu. De pildă, a avut rolul să mă urmărească pînă la frontiera germană ca să mă prindă să nu fug. Cu două mașini au gonit după mine. Cred că omul avea și un grad - în orice caz, mi s-a povestit că o săptămînă înaintea revoluției din România, individul a pariat cu niște gentlemen: a spus că va fi o revoluție, care va începe pe data cutare și se va termina pe data cutare - și a cîștigat pariul. Nu cred că orice ciripitor de duzină ar fi avut acces la asemenea informații. Precis individul avea un grad sau era mafiot de cercuri înalte." 